# Туропољски топ
„Туропољски топ” је југословенски ТВ филм из 1981. године. Режирао га је Едуард Томичић а сценарио је написан по делу Аугуста Шеное.

## Улоге
| Глумац          | Улога                        |
| --------------- | ---------------------------- |
| Драго Крча      | Племенити Иштванић           |
| Борис Бузанчић  | Велечасни                    |
| Рената Јурковић | Јелица                       |
| Златко Витез    | Племенити Влатко Феркетић    |
| Данко Љуштина   | Племенити Мишкец Бедениковић |
| Ангел Паласев   | Стефић                       |
| Златко Мадунић  | Комес                        |
| Олга Пивац      | Слушкиња                     |
| Борис Фестини   | Племенити                    |
| Златко Црнковић | Племенити                    |

Остале улоге  ▼
| Глумац            | Улога     |
| ----------------- | --------- |
| Дамир Мејовшек    | Племенити |
| Звонимир Торјанац | Племенити |
| Петар Бунтић      | Кочијаш   |